# 메트로링스

메트로링스(Metrolinx)는 캐나다 온타리오주의 광역 토론토 및 해밀턴 지역의 도로 교통과 대중 교통을 도맡는 공기업으로 2006년 4월 24일에 온타리오 주에서 광역 토론토 교통국으로 설립하였으나 이후 2007년에 메트로링스로 이름을 바꾸고 2009년에는 고 트랜싯과 합병하여 토론토와 해밀턴 지역의 교통 계획을 수립하는 단체가 되었다. 메트로링스는 현재 온타리오 주에서의 프레스토 카드 도입 및 유니언-피어슨 급행 및 에글링턴 크로스타운 경전철 건설 등 다양한 교통 사업을 추진하고 있다.